# Hladovka
Hladovka és un poble i municipi d'Eslovàquia que es troba a la regió de Žilina, al centre-nord del país.
La primera menció escrita de la vila es remunta al 1558.

## Demografia
| Godina             | 1994 | 2004   | 2014   | 2024   |
| ------------------ | ---- | ------ | ------ | ------ |
| Nombre de persones | 883  | 955    | 1036   | 1098   |
| Diferència         |      | +8,15% | +8,48% | +5,98% |

| Godina             | 2023 | 2024   |
| ------------------ | ---- | ------ |
| Nombre de persones | 1072 | 1098   |
| Diferència         |      | +2,42% |